# Gaur (Népal)
Pour les articles homonymes, voir Gaur.
Gaur (népalais : गौर) est une ville du Népal située dans la zone de Narayani et chef-lieu du district de Rautahat. Au recensement de 2011, la ville comptait 34 937 habitants.